# BMW N42
Der BMW N42 ist ein von BMW entwickelter Ottomotor mit vier Zylindern und 16 Ventilen, die von zwei obenliegenden Nockenwellen betätigt werden. Der N42 ist das erste Motorenmodell, bei dem das Valvetronic-System eingesetzt wurde, wodurch ein geringerer Verbrauch, verminderte Abgasemissionen und zugleich ein besseres Ansprechverhalten sowie eine höhere Laufruhe erreicht wurde. Außerdem besitzt er Doppel-VANOS, zwei zahnradgetriebene Ausgleichswellen und im Falle der Variante N42B20 die zweistufige Schaltsaugrohranlage DISA. Für das Kurbelgehäuse (Motorblock) und den Zylinderkopf wurde Aluminium verwendet. Als Motorsteuerung diente die Bosch DME ME9.2 EK924.
Im Jahr 2001 gewann der N42 den International Engine of the Year Award.
Der Motor kam im 3er (E46) in zwei Varianten zum Einsatz, als 316i mit 1796 cm³ und 115 PS und als 318i mit 1995 cm³ und 143 PS. Parallel wurde für bestimmte Weltmärkte der BMW N40 mit reduziertem Hubraum ohne Valvetronic entwickelt.
Der BMW N42 wurde durch den BMW N45/N46 abgelöst.

## Daten
| Motortyp | Hubraum          | Bohrung × Hub | Ventile/Zyl. | Leistung bei 1/min       | Drehmoment bei 1/min | Maximaldrehzahl | Bauzeit   |
| -------- | ---------------- | ------------- | ------------ | ------------------------ | -------------------- | --------------- | --------- |
| N42B18   | 1,8 l (1796 cm3) | 84 mm × 81 mm | 4            | 85 kW (115 PS) bei 5500  | 175 Nm bei 3750      | 6500 min−1      | 2001–2004 |
| N42B20   | 2,0 l (1995 cm3) | 84 mm × 90 mm | 4            | 105 kW (143 PS) bei 6000 | 200 Nm bei 3750      | 6500 min−1      | 2001–2004 |

## Verwendung
N42B18
- 06/2001–2004 BMW E46 316i/316ti Compact

N42B20
- 2001–2004 BMW E46 318i/318Ci/318ti Compact